# Jiří Bezděk
Jiří Bezděk (* 26. února 1961, Plzeň) je český hudební skladatel a pedagog.

## Život
Začal hrát na akordeon na Lidové škole umění B. Smetany v Plzni. Ve studiu pokračoval na plzeňské konzervatoři. Jako student získal řadu ocenění v mezinárodních akordeonových soutěžích.
Od roku 1983 studoval skladbu na Akademii múzických umění v Praze u Václava Riedlbaucha. Vedle skladby studoval na HAMU i hudební teorii. Oba obory absolvoval v roce 1988. Diplomovou prací v oboru hudební teorie byl komplexní rozbor IV. klavírního koncertu (Inkantace) Bohuslava Martinů a diplomovou prací v oboru skladby Koncert pro klavír a orchestr.
Významnou prací z tohoto období je i podíl na rekonstrukci a znovuuvedení opery Josefa Bohuslava Förstera Bloud, instrumentace ztracených částí partitury.
Od roku 1990 přednáší na katedře hudební kultury Západočeské univerzity v Plzni hudebně teoretické disciplíny, klavírní improvizaci, dějiny hudby 20. století a teorii interpretace a vede též semináře analýzy skladeb. Od roku 2009 je vedoucím této katedry.
Ve studiu pokračoval doktorandským studiem na katedře hudební výchovy Pedagogické fakulty Ostravské univerzity pod vedením Ilji Hurníka. Doktorát obhájil na Pedagogické fakultě Univerzity Karlovy v Praze. V roce 2006 byl po obhajobě habilitační práce jmenován docentem pro obor hudební teorie a pedagogika na Pedagogické fakultě Univerzity Jana Evangelisty Purkyně v Ústí nad Labem. 15 let působil Jiří Bezděk též jako učitel hudby v Bavorsku na hudební škole Musikwerkstatt Regen. V současné době vyučuje rovněž na plzeňské konzervatoři.
Mezi jeho žáky patřili např. Pavel Samiec, Václav Benjamin Špíral, Martin Mosch či Jaroslav Beneš.[zdroj?]
V oblasti hudební pedagogiky a metodiky vytvořil mimo jiné ucelený systém výuky hry na keyboard a vydal několikadílnou Českou školu hry na keyboard, hojně využívanou na základních uměleckých školách po celé republice.
V odborné publikační práci se Bezděk zaměřuje především na výuku dějin hudby 2. poloviny 20. století a na výuku harmonizace melodie. Věnuje se popularizaci hudby, často přednáší pro různé instituce především v jižních a západních Čechách (pedagogická centra, Univerzitu 3. věku, hudební školy atd.) či pro Český rozhlas.
Je předsedou Západočeského hudebního centra, člena Asociace hudebních umělců a vědců. V roce 2009 se stal též místopředsedou tvůrčího sdružení Přítomnost v Praze.

## Dílo

### Orchestrální skladby
- III. symfonie Gaudeamus igitur (2016)
- II. symfonie Krajino duše mé.... (2008)
- Setkání se světlem (Sinfonia pro smyčce) (2007)
- I. symfonie (2000)
- Koncert pro klavír a orchestr(1988)
- Tři věty pro orchestr (1987)

### Komorní hudba
- 2. klavírní trio "Let it flow..." (2010)
- Severské písně beze slov pro soprán, fagot , cembalo, zobcové flétny a hoboj (2008)
- Sonáta pro violu a klavír "Romantické vidiny" (2009)
- Sonáta za královnu Dagmar pro housle a akordeon (2009)
- Responzorium, Modlitba a Kázání za Karla Klostermanna (klavír)
- Zvuky neuróz a urozených duší (housle a akordeon)
- PC sonata 5.0 (5.klavírní sonáta) (2007)
- Invence pro cembalo na obraz Večer Jiřího Patery (2005)
- De mortuis nil nisi bene (klavír)
- Slovanica pro hoboj a cembalo (2005)
- Opsáno ze stříbřitého jasu - 3 věty pro akordeon a violoncello (2005)
- 4. klavírní sonáta „Petr, Laura a ďábel“ (2005)
- One in two - suita pro 2 příčné flétny (2004)
- Francouzské divertimento pro akordeon (2003)
- Metamorfózy pro klarinet, violoncello, housle a klavír na 4 ruce (2002)
- Suita 2002 pro cembalo (2002)
- Sonáta pro klavír č. 3 (2001)
- Fantazijní věta pro varhany (1998)
- Barokní koncert pro cembalo a smyčcový kvartet (1997)
- „... a vysvoboď nás ode všeho zlého“ - fantazie o dvou větách pro cembalo a varhany (1996)
- Památce B. Martinů pro flétnu, violoncello a cembalo (1995)
- Divertimento ze svatebních inspirací pro dvoje housle a klavír (1995)
- Sonáta pro klavír č. 2 (1994)
- Dvě malé koncertní skladby pro zobcovou flétnu a cembalo(1994)
- Chvíle rodiny - lyrická svita pro varhany (1994)
- Pieta pro klavír (1993)
- Lamentace za mrtvý les pro tři klarinety (1993)
- Tři frottoly pro zobcovou flétnu a cembalo (1993)
- Atmosféry pro cembalo (1993)
- Koledy pro Gaudium - směs volných úprav koled pro flétnu, violoncello a cembalo (1992)
- Svita dobrému srdci pro flétnu, akordeon a kytaru (1992)
- Canto serioso per fisarmonica (1991)
- Sonáta da chiesa pro flétnu, violoncello a cembalo (1991)
- Tři kresby R. A. Moodymu pro cembalo (1991)
- Variace pro klavír (1990)
- Tři prosby pro varhany (1990)
- Čtyři anekdoty pro housle a klavír (1990)
- Záběry přelomu pro dva klavíry (1990)
- Tři kubistická zátiší pro flétnu, violoncello a cembalo (1989)
- Klavírní trio Janáčkově společnosti (1989)
- Sonáta pro klavír č.1 (1986)

Četné písně, písňové cykly a sbory.